# История Красного Села
Кра́сное Село́ — город в России, муниципальное образование в составе Красносельского района города федерального значения Санкт-Петербурга. До 1811 года Красное Село официально именовалось «дворцовое село Красное». Расположен в южной части района на холмах Ижорской возвышенности, у подножия которой находится лощина с озером Безымянным и рекой Дудергофкой.

## История Красного Села

### Красное Село — от Петра I до Николая I
1714 г. — начало строительства бумажной мельницы (фабрики) Петра I считается годом основания Красного Села, хотя дата выбрана достаточно произвольно. Во-первых, на плане Ижорской земли 1705 года на месте к северу от Дудергова указано безымянное село. Данная карта подтверждает существование населённых пунктов в данном месте ещё до основания бумажной фабрики. Во-вторых, Пётр I в долине реки Дудергофки на Нарвской дороге выбрал место для своей бумажной мельницы (первой в России) в 1709 году, а в 1716 году бумажная фабрика начала выпуск продукции. По одной версии, для производственных нужд Пётр I переселил сюда дворцовых крестьян из подмосковного Красного Села, из этого и происходит название Красное Село. По другой версии, село получило название из-за живописного рельефа, так как в те времена в России насчитывались десятки сел с названием Красное (причём, вероятно, с ударением на букву «о»).
На плане Ингерманландии 1727 года село указано просто «Красное». В Атласе Всероссийском 1745 года так же — Красное.
В 1733 году в центре Красного Села по проекту архитектора И. Я. Бланка началось строительство церкви Святой Троицы, которая была построена в 1735 г. и сохранилась до нашего времени. Главный алтарь посвящён Святой Троице, правый — Екатерине, левый, пристроенный в 1738 году, — Святому Николаю, Никольский придел освящен в 1761 году. В 1822 году с южной стороны устроен придел во имя Симеона и Анны. Все постройки в Красном селе исторически группировались вокруг этого храма.
Академик Якоб Штелин, воспитатель наследника Петра Фёдоровича, затем — его личный библиотекарь, в своём личном дневнике (который он вёл под именем «статского советника Мизере») дважды упомянул о пребывании императора Петра III в Красном Селе:

«Январь 1762 года; Царствование Петра III;
23. Его Величество обедал в Красном Селе, куда изволил ездить на встречу принца Георга Голштинского. Возвратился в город с Его Высочеством. Ужинал во дворце Ив. Ив. Шувалова, назначенном для местопребывания принца.
Май 27. Утром Его Велич. уехал в Красное Село на смотр своего полка кирасир и привел его в город.»
— Мизере. Дневник статского советника.
С 1765 года в Красном Селе по повелению Екатерины II начали проводиться регулярные большие военные манёвры, смотры, учения, в которых она сама принимала непосредственное участие, и здесь же были расквартированы гвардейские части Петербургского гарнизона. В июне-июле этого же года в ходе манёвров в Красном Селе Суворов, Александр Васильевич командовал Суздальским пехотным полком, а великий князь Павел Петрович и (будущий Император Всероссийский Павел I 1796—1801 гг.) принимал участие в манёврах как полковник Лейб-Кирасирского полка.
В 1764—1765 годах Джованни Казанова, находясь в России, встречался в Петербурге с Екатериной II. В своей книге «История моей жизни» (1725—1798) он так упомянул о Красном Селе:

«…Узнав от г-на Панина, что через пару дней императрица поедет в Красное Село, я отправился показаться ей, предвидя, что другого случая уже не будет… Когда гонец доставил весть о скоропостижной кончине императора Римского Франца I, императрица была в Красном Селе, а граф и министр во дворце в Петербурге с августейшим учеником, коему было тогда одиннадцать лет…»

Воцарение Павла I на трон происходит в 1796 году, в это же время Павловск становится царской резиденцией и получает статус города. К Павловску приписываются близлежащие селения, в том числе Красное Село.
В 1800 г. в ходе манёвров одною частью войск командовал генерал Пален, и здесь же находился Император Павел, а другою — Кутузов, Михаил Илларионович. Павел I бывал в Красном Селе, но больших манёвров при его правлении не проводилось.
Осенью 1801 г. на престол взошёл 10-й Император Всероссийский Александр I.
По окончании Отечественной войны 1812 года и возвращении гвардии из-за границы в 1814 г. лагерные сборы проводились практически ежегодно. А само Красное Село стало приобретать своеобразный «военно-архитектурный» стиль.
На плане Красного Села 1817 года у южной окраины Коломенской слободы к западу от Бумажной фабрики обозначена дача Хлебникова. Эта дача связана с тем, что в 1775 году, после смерти К.Е. Сиверса, получившего бумажную фабрику в дар от императрицы, его вдова продала фабрику с дозволения Мануфактур-конторы генерал-аудитор-лейтенанту, коломенскому купцу Петру Хлебникову. С 1812 года по 1825 год владелицей Верхней и Нижней фабрик являлась его дочь Анна Петровна Хлебникова, в замужестве Полторацкая. В 1844 году заканчивается непосредственная история Верхней Красносельской фабрики, основанной ещё Петром I.
После 1819 года начался расцвет летней военной столицы, когда Красное село приобрел Александр I.
С 1823 г. Красное Село становится постоянным местом летнего сбора для учений и манёвров гвардейского корпуса и прикомандированных к нему частей.
В 1824 г. окрестности Красного Села и Дудергофа были определены Александром I для постоянной летней дислокации петербургского гарнизона.
В 1825 г. Александр I утвердил план «по устроению Красного Села». 19 ноября (1 декабря) 1825 г. на Престол вступил Николай I. За господство на Кавказе началась Русско-персидская война (1826—1828), а следом Русско-турецкая война (1828—1829).
В конце 1820-х годов после серии испытаний на полигоне саперного батальона в Красном Селе на вооружение сухопутных войск России была принята электрическая мина.
В 1828 и 1829 гг. гвардия была в военном походе, и в Красносельский лагерь выходили очередями оставшиеся в столице «третьи» батальоны, учебные войска и заведения и части 3-й гренадерской дивизии из Финляндии.
В 1830 и 1831 гг. войска оставались на лето в столице для охранения спокойствия по случаю эпидемии холеры.
С 1832 года, по возвращении гвардии, возобновились её ежегодные выходы в Красносельский лагерь.
Мемуары графа А.X. Бенкендорфа:

"…1832 год. Европа, ревнуя к нашему могуществу и симпатизируя польскому восстанию, как ослаблявшему наши силы, была, однако же, бездейственной свидетельницей новых успехов нашего оружия…
На следующее утро государь сделал парадный смотр флоту, по окончании которого посетил английский корабль. Он присутствовал на нём при обеде матросов и со стаканом в руке провозгласил здоровье английского короля. Капитан и офицеры были приглашены к обеденному столу в Петергоф, присутствовали на бесподобном празднике 1-го июля и потом на Красносельских маневрах и уехали в совершенном восхищении от императора Николая…
Лето 1834 года прошло, как обыкновенно, в переездах между Царским Селом, Петергофом, Елагиным, Кронштадтом и Красносельским лагерем, в учениях, маневрах и смотрах сухопутных войск и флота…
Двор, проведя несколько дней на Елагином острове, переехал в Петергоф, где для Государя начались обычные летние его занятия: поездки в Кронштадт и в Красносельский лагерь, в 1835 году тем более привлекавший его внимание, что Великий князь Михаил Павлович был для поправления своего здоровья на Карлсбадских водах, и гвардейским корпусом временно командовал вместо него достойный, но израненный генерал Бистром, которому недоставало сил поддерживать строгость заведенного Великим князем порядка…
1837 год. 12 июля я оставил Фалль (имение) и, чтобы испытать мои силы, проехал до Петербурга не останавливаясь. Императорская фамилия была на маневрах в Красном Селе, куда я и отправился. Императрица, увидев меня с балкона своего дворца, позвала к себе, а несколько минут спустя вошел Государь и заключил меня в свои объятия. Мы ушли к нему в кабинет… Решено было, что в путешествии мое место заступит граф Орлов… "

В 1830—1840 годы застройка Красного Села связана с именем архитектора Х. Ф. Мейера.
В 1834—1836 гг. находясь на службе в лейб-гвардии гусарском полку, в Красносельских манёврах принимал участие Лермонтов, Михаил Юрьевич. Известен рисунок Лермонтова «Эпизод из маневров в Красном Селе».
С 1842 по 1867 год комендантом Красного Села был участник многих войн и заграничных военных кампаний генерал Ширмо-Щербинский, Фёдор Осипович. 27 ноября 1867 года Красносельским комендантом был назначен генерал Фрейганг, Александр Васильевич и исполнял эту должность по 25 февраля 1869 года.
В августе 1843 г. Красное Село посетил Бальзак; он поприсутствовал на красносельских военных манёврах и параде в Красном Селе, видел императора Николая I во время смотра войск, но представлен ему не был. Андре Моруа. в произведении «Прометей, или Жизнь Бальзака» писал:

«…Граф Бенкендорф распорядился пригласить его на парад в Красное Село. Там он видел царя в пяти шагах от себя. „Все, что говорят и пишут о красоте императора, правда: во всей Европе не сыщешь… мужчины, который мог бы сравниться с ним“. На параде Бальзак получил солнечный удар — и настоящий, и метафорический…»

В 1844 году Николай I повелел улучшить дороги идущие в сторону Красного Села. Об этом пишет Какушкин А. А. «Из воспоминаний старого инженера». Русская старина, 1893. — Т. 79. — № 8. — С. 400—402:

«…В 1844 году государь император Николай Павлович повелел устроить шоссе по дорогам, идущим к Красному Селу, где постоянно располагается лагерь и производятся маневры, именно: по старой мостовой от д. Лигово (в 13-ти верстах от Петербурга), от Гатчино, от Кипени и от Ропши, а также из Царскаго Села от д. Александровки, чрез д. Кофово к Знаменской мызе на Петергофском шоссе…»

В июле-августе 1845 года состоялись большие Красносельские манёвры. Смирнова, Александра Осиповна, известная как Смирнова-Россет А. О в своих воспоминаниях писала об этих манёврах:

«…Лето мы по-прежнему проводили сперва в Петергофе, куда приезжали шведский принц Оскар и принц Карл Прусский. Ездили на три дня в Красное Село на маневры, вечером на зорю. Зрелище было великолепное. Когда солнце садилось, все снимали кивера и пели „Коль славен наш господь в Сионе“, и потом все расходились. Наши комнатки в Красном Селе были точно каюты. Обедали на Дудергофской горе: государь, принц Оскар и принц Карл. Последний вздумал раз погладить руку Урусовой; она вспыхнула от негодования, Государь рассердился и сказал ему: „Вам бы лучше учиться у принца Оскара“, а тот отвечал: „Се n’est rien, ce n’est qu’un Prussien“…»

### Красное Село — летняя воинская столица Российской Империи
С середины XIX века Красное Село достигло наибольшей известности, превратившись в летнюю воинскую столицу Российской Империи. Здесь сформировался гигантский военно-учебный комплекс, общей площадью около 210 км², протянувшись от Скачек до д. Виллози. Территория Военного лагеря делилась речкой Лиговкой на авангардный (западный) и главный (восточный) берега, фронтом лагерь разворачивался на Военное поле, Известными местами здесь были Лабораторная роща, обнесённая рвом и знаменитый Царский валик. Солдаты … жили в палатках, а офицеры — в хороших деревянных благоустроенных домах, выкрашенных в цвет, присвоенный полку. В учениях участвовали десятки тысяч человек, а в больших манёврах 1845 и 1853 гг. — до ста двадцати тысяч. Лагерные сборы проходили в два этапа: первый с начала мая до середины июля, когда войска занимались строевой подготовкой и стрельбами; второй с середины июля три-четыре недели тактической подготовки, которая завершалась манёврами. В Красном Селе приняло участие в манёврах практически все высшее военное командование России того времени. Кроме учений и парадов, в Красном Селе проводились и другие воинские мероприятия, такие как заседания Совета обороны, Высшей аттестационной комиссии или производство юнкеров в офицеры.
Обыкновенно императорская семья переезжала ранней весной в Царское Село и жила там до конца мая. Затем царь, а за ним и весь двор отбывали на войсковые манёвры в Красное Село. В Красное Село наносили визиты главы государств, известные военачальники, посещали деятели науки и культуры. Для приёма посланников были построены отдельные дома.
С 1850-х гг. Красное Село становится также популярным дачным местом, в первую очередь для семей офицеров.
В июне 1851 г. был открыт первый сезон летнего театра в Красном Селе, вокруг театра был разбит парк с фонтанами, рядом ресторан с террасой, откуда открывался красивый вид на озеро и военный лагерь. На сцене театра выступали многие выдающиеся русские и зарубежные артисты. В этом же году во время больших Красносельских манёвров одним из отрядов командовал имеющий боевой опыт участник боев в Шведской войне, Отечественной войне 1812 г., боев в Германии и Франции, войне с Турцией, подавлении венгерского восстания граф Ридигер, Фёдор Васильевич. Император Николай I был в восхищении от искусных военных распоряжений Ридигера и очень благодарил графа. А также в этом году было принято заменить палаточный лагерь на деревянный.
Тарле, Евгений Викторович в своем произведении Крымская война писал:

Глава I. Накануне Крымской войны
"…Самоуверенность царя возрастала, в особенности после венгерской кампании, с каждым годом все более и более. В 1852 г. обычные красносельские маневры прошли безукоризненно, конечно, с точки зрения внешнего блеска, исправнейшей шагистики «печатанья носком», церемониальных маршей и т. д. Царь жил снова в чаду силы, славы, успеха. «„Чужестранцы“ (присутствовавшие на манёврах генералы и офицеры иностранных армий. — Е. Т.) просто осовели, они даже остолбенели, — им это здорово. Смотрами и учениями гвардии я отменно доволен, пехота и артиллерия стреляли в цель очень хорошо, страшно!!» Так делился Николай своим восторгом с Паскевичем. Да и сам трезвый и осторожный Паскевич изредка вторил ему тогда точь-в-точь такими же словами, и Некрасов правдиво передает его мысли и настроения и даже его точные слова после одного из таких смотров: «Сам фельдмаршал воскликнул в экстазе: Подавайте Европу сюда!»

6 августа 1853 г. Император Николай I пригласил французского посланника генерала маркиза Кастельбажака на большие манёвры в Красное Село.
В декабре 1853 г. Красносельская Троицкая церковь обрела ещё одну реликвию — редкий восьмиконечный крест с частицами главных христианских святынь и мощей святых. В этом же году началась Восточная война 1853—1856 гг.
В 1854 г. перестраивается и расширяется церковь Святой Троицы по проекту известного архитектора А. И. Рязанова.
Татищев, Сергей Спиридонович «Детство и юность Великого князя Александра Александровича», глава третья 1856—1857:

«…Летом 1857 года войска гвардии были впервые после Восточной войны собраны снова в лагере под Красным Селом. Государь ежедневно навещал лагерь и часто брал туда с собою сыновей своих. В строю 1-го Кадетского корпуса молодые Великие Князья были нижними чинами и несли службу в кадетских мундирах наравне с прочими кадетами. Сопровождая Государя в Красное Село, они облекались в офицерские мундиры гвардейских полков, в которые были зачислены…»

«…Наконец, на большом Высочайшем смотре, завершавшем лагерный сбор в Красном Селе, Великие Князья находились в строю: Николай Александрович — пред 1-м взводом Гродненского гусарского полка, Александр Александрович — пред 2-м взводом Финского стрелкового батальона и Владимир Александрович — пред 1-м взводом лейб-гвардии Драгунского полка. Государь писал Императрице, что они были „очень милы“, Никса с гродненцами, а Саша „прекрасно дефилируя беглым шагом со своими финнами“**. Все три брата заслужили царское спасибо. По возвращении в Петергоф Великие Князья по приказанию Государя явились к вдовствующей Императрице Александре Федоровне и вручили ей строевые рапорты…»

С 1857 г. Александр II регулярно присутствовал на офицерских скачках в Красном Селе. В этом же году архитектором Н. Л. Бенуа было построено первое здание вокзала станции Красное Село.
В 1858 г. была построена железнодорожная ветка, соединившая Красное Село и Санкт-Петербург. В этом же году в очередных военных маневрах участвовал Кропоткин, Петр Алексеевич. Пока в Красном Селе не было телеграфа (до 1858 г.), штаб связывался с Саект-Петербургом летучей почтой. В 1858 г. вторично проведены крупные работы по сооружению учебного артполигона В том же 1858 г. устроен новый водопровод Красносельского лагеря.
Граф Шереметев С. Д. Полковые воспоминания. Спб., 1898

«…Год поступления моего в полк (1863) был тревожный. Польское восстание было в полном разгаре. Гвардия отправлена была в Западный край. Лагеря не было.
Однажды в Красном Селе ударили тревогу, полки поскакали на военное поле, но офицеров оказалось мало. Не было ни полкового командира, ни адъютанта. Случайно перед полком за старшего оказался Аверкий Львович Величковский, а я при нём за адъютанта. Тревога прошла благополучно, но разговора, как и всегда, было немало…
Время командования Михаила Величковского в течение красносельского лагеря осталось особенно в памяти по тому необыкновенному оживлению, которым отличалась квартира его в свободное от занятий время. Братья Величковские жили в одной большой избе; тут же находились и прикомандированные к полку братья графы Орловы-Давыдовы, князь Б. Н. Голицын и другие. Тогда в ходу была оперетка „Zehn Mädchen und kein Mann“. В красносельском театре её давали то и дело — и главную роль играла смазливая актриса Лелева (ученица Самойловой). Михаил Величковский проходу не давал, пародируя оперетку в применении к Голицыну…
Моя изба, в которой я прожил подряд почти все годы в Красном Селе, была изба Кареева близ гауптвахты, почти насупротив избы Величковских. Одно время ближайшим моим соседом был юнкер князь Виктор Николаевич Гагарин…
В Красном Селе из года в год повторялось почти то же: неизбежная тревога и в конце лагеря парад. Государь на учениях и манёврах обыкновенно передавал трубачу сигналы и сам давал напев…
Но вот раздается команда «К коням» и вслед за тем «Садись». Все полки выстраиваются, и все поглядывают на отдаленную пыль, показавшуюся перед Красным Селом. Начальство начинает объезжать ряды. «Четвертый взвод, повод на себя!» — слышится чей-то голос. По мере появления нового начальства настроение более сосредоточенно. Трубачи в ожидании сигнала замерли. Не без волнения следишь, бывало, за движением из Красного Села.
Но вот объезд окончен, и государь выезжает на середину. Адъютанты летят во вес стороны с приказаниями. Все начеку, пока не раздается команда: «Трубачи по местам!» Тогда мгновенно, стрелой, они разлетаются в пространство, и ученье началось…"

Брусилов, Алексей Алексеевич. Воспоминания.

С детских лет до войны 1877—1878 гг.
«…В летнее время пажи специальных классов направлялись в лагерь в Красное Село, где в составе учебного батальона участвовали в манёврах и различных военных упражнениях…
В 1872 году войска Красносельского лагеря закончили своё полевое обучение очень рано — 17 июля, тогда как обыкновенно лагерь кончался в августе месяце. В этот знаменательный для нас день всех выпускных пажей и юнкеров собрали в одну деревню, лежавшую между Красным и Царским Селом (названия её не помню), и император Александр II поздравил нас с производством в офицеры.»

Великие князья исправно несли службу в Красном Селе. Так 13 июня 1876 г. 19 летний Великий князь Сергей Александрович приступил к обязанностям ротного командира в летних лагерях в Красном Селе.
Летом 1877 года, во время маневров войск Петербургского военного округа возле Красного Села, при рытье рва для постройки батареи на невысоком холме было найдено множество костей и черепов, медные кольца, топор с узким лезвием и плохо сохранившийся нож с костяной ручкой. «Найденные черепа имели все признаки черепов монгольской расы». Вещи были переданы в музей великого князя Николая Николаевича.
1 июля 1880 г. в Красном Селе состоялся Церковный парад по случаю 50-летия зачисления императора Александра II в списки Кавалергардского полка в 1830 г.
В 1882 году в Красном Селе проводилось испытание первого в мире самолёта, построенного выдающимся русским конструктором А. Ф. Можайским. (Во время испытания у самолёта отломилось крыло). Надо заметить, что испытания самолётов и подобные мероприятия в Красном Селе скорее имели статус антуража к большим воинским смотрам, которые проходили в Красном Селе в связи с внешними или российскими военно-политическими мероприятиями.
Роль и известность манёвров в Красном Селе была такова, что даже в свите Александра II, не без упрека говорили, что война с Турцией 1877—1878 г. ведётся по образцу красносельских манёвров.
1884 год. Военная энциклопедия, (1911—1914) «Владимир Александрович»:

"… по вступлении на престол имп. Александра III, 2 мрт. 1881 г. был назначен командующим, а 14 авг. 1884 г. — главнокомандующим войсками гвардии и Петерб. в. окр. В Выс. рескрипте по этому случаю было сказано: "Проведя 16 дней среди войск гв. и арм. частей, собранных в Красносельском лагере, под глав. нач-вом Вашего Высочества, Я с отрадным чувством убедился в замечательных успехах, достигнутых в обучении их как боевой стрельбе, так и всем отделам строевого и тактич. образования. Здоровый молодецкий вид солдат, примерн. порядок, точное и отчётливое исполнение гг. офицерами и н. чинами своего долга — радовали Меня при каждой встрече с войсками в лагере и на маневрах. В постоянных заботах об усовершенствовании пол. войск, приняв на себя непосредственное руководство Красносельским лагерным сбором, В. Выс. посвятили этому делу весь свой труд и энергию. Объединив действия всех родов оружия и развив систему новых маневров, Вы поставили пол. занятия согласно моим видам и желаниям в обстановку, наиб. отвечающую требованиям войны и боя…
… в рескрипте от 11 авг. 1886 г. после Выс. смотра войск под Красным Селом было высказано след.: «Я с истинным удовольствием убедился, что деятельность В. Выс. ведёт с каждым годом вверенные Вам части все к большему совершенствованию. Люди сбережены, смотрят молодцами, во всем отличный порядок, а в исполнении всеми чинами их обязанностей видно твердое сознание долга…»

Манёвры 1884 г. отразил в своем творчестве известный французский художник Детайль, Жан Батист Эдуард. В 1886 году в Париже был издан альбом об эти манёврах: «Les grandes manœuvres de l’armée russe; souvenir du camp de Krasnoé-Sélo 1884».
23 августа 1890 года газета республиканских социалистов Франции «LE STEPHANOIS» писала о том, что состоялся парад Русских войск перед императором Германии в своей ослепительной форме. Император Германии Вильгельм II посещал Красное Село в июле 1888 г. и августе 1890 г. Известен рисунок Брожа, Карела (Карла) Осиповича «Красное Село. Объезд лагеря императором германским Вильгельмом II и императором Александром III 8 июля 1888 г.»
В 1891 г. в Красном Селе состоялись первые опытные стрельбы по воздушным целям. В качестве воздушных целей были использованы привязанные воздушные шары и аэростаты на конной тяге. Опытные стрельбы по воздушным целям пулевой шрапнелью из четырёхдюймовых пушек, проведенные на Усть-Ижорском полигоне в 1890 году и под Красным Селом в 1891 году, показали высокую эффективность применения артиллерии. Тем не менее было определено, что для успешной борьбы с воздушными целями противника нужна специальная зенитная пушка. В итоге российскими инженерами была разработана 76-мм зенитная пушка образца 1914/15 годов. Так создавалась российская ПВО.
8 августа 1894 г. Император Александр III, императрица Мария Федоровна, сопровождающие их лица, прибыли на смотр в Красное Село. Император Александр III вручил дипломы молодым офицерам и побеседовал с ними. На смотре также присутствовали члены императорской семьи: Цесаревич Николай Александрович и другие, помощник министра Императорского двора и уделов В. Б. Фредерикс, офицеры и фрейлины свиты, также присутствовали зрители, и жители Красного Села.
1 июня 1897 г. Император Николай II, великий князь Павел Александрович, другие члены императорской семьи, священнослужители, высшие офицерские чины прибыли на праздник Праздник Лейб-гвардии Измайловского полка в Красное Село. Праздник начался с молебна в церкви. В честь праздника был накрыт стол в павильоне столовой I-го батальона полка.
В начале июля 1897 г. король Сиама (ныне — Таиланд) Рама V Чулалонгкорн нанес визит в Российскую империю (Варшаву и Санкт-Петербург). Газета «Правительственный вестник» сообщала: «Варшава, 19 июня. Сегодня, в 6 ч 23 мин дня, прибыл экстренный поезд с Королём Сиама и свитою. Вокзал, где ожидался Король из Вены, декорирован русскими флагами, а подъезд, кроме того, двумя сиамскими флагами, с изображением белых слонов». Вечером 20 июня король Чулалонгкорн выехал в Петербург специальным царским поездом. Торжественная встреча высокого гостя началась ещё в Красном Селе. Вдоль железнодорожного полотна стояли войска, оркестр играл сиамский гимн. Во время этого визита подписан Договор о дипломатических отношениях между Россией и Сиамом.
13 августа 1897 г. Красное Село посетил президент Французской республики Феликс Фор. В ноябрьском номере журнала «Вокруг света» за 1897 г. по этому поводу сообщалось: "13 августа президент Фор посетил Красное Село, где состоялся парад войск. В 11 часов утра их величества с президентом Французской республики и свитой прибыли в Красное Село, которое красиво было убрано флагами. У вокзала стояла красивая арка из цветной материи и флагов с надписью на ней «Vive la France».
В 1898 г. в составе большой румынской делегации Красное Село посетил Король Румынии Карл I. На параде войск Петербургского гарнизона в честь этого визита присутствовала Императрица Александра Федоровна, Великий князь Михаил Александрович, великий князь Константин Константинович, великие князья — Владимир Александрович и Михаил Николаевич, великая княгиня Мария Павловна, великая княгиня Ксения Александровна, великая княгиня Мария Павловна старшая, великая княгиня Елизавета Маврикиевна и другие, а Император Николай II и Король Румынии Карл I в сопровождении свиты совместно в отдельном экипаже прибыли на этот парад и принимали его. В параде участвовали войска пехоты, кавалерии и артиллерии.
13 июля 1898 г. на территории Большого Красносельского лагеря установлены на средства офицеров памятники — бюсты Императору Александру II и великому князю Михаилу Павловичу, шефам Гвардейского корпуса. Памятники были уничтожены в 1917—1918 годах.
В 1899 г. Красносельские манёвры посетил Вильгельм II король Пруссии и император Германии (1888—1918 гг.).
В конце 1890-х в Красном Селе состоялись очередные большие манёвры с участием гвардейских частей пехоты, кавалерии и артиллерии, юнкеров Николаевского кавалерийского училища. Перед началом манёвров был проведен молебен, войска прошли торжественным маршем, а Император Николай II, сопровождающие его члены Дома Романовых, в том числе великие князья: главнокомандующий войсками гвардии и Санкт-Петербургским военным округом Владимир Александрович, Михаил Николаевич, Константин Константинович; градоначальник г. Санкт-Петербурга генерал-адъютант Н. В. Клейгельс (на белом коне) и высшие военные чины поприветствовали участников манёвров и в дальнейшем наблюдали за их ходом. Для Императора была развернута царская палатка.
В июле 1900 г. возле Красного Села, прошли первые в России автомобильные и мотоциклетные «состязания на подъем» -соревнования по скорости подъёма на возвышенность.
8 мая 1902 г. парад войск в Красном Селе в присутствии их Величеств посетил президент Франции Эмиль Лубе. Как писала об этом визите газета Новости Дня «После Высочайшего смотра в Большой обеденной палатке в Красном Селе роскошно убранной экзотической зеленью и цветами, состоялся Высочайший завтрак». На манёврах 1902—1903 гг. также проверялись способы использования воздушных шаров в интересах артиллерии (разведка, корректировка огня) и для воздушной разведки (наблюдения).
16 мая 1904 г. Великая княгиня Елена Владимировна и великий князь Николай Николаевич присутствовали на очередных манёврах.
15 июля 1904 г. в Петербурге 20-й министр внутренних дел Российской империи Плеве, Вячеслав Константинович взорван бомбой эсером Егором Созоновым. Приглашенный на воинский обед в Красное Село Посол Франции Морис Бомпар пишет: «Собрание было оживленным, весьма приятным и вполне бонтонным. На нём сплетничали о тысяче светских историй. Ни единого слова о позавчерашнем покушении… Графиня Клейнмихель, устраивавшая этот обед и возвратившаяся вечером с нами в Петербург, не могла скрыть своего раздражения тем, что столь значительное событие не было удостоено ни словца…»
В феврале 1905 г. в Красное Село, где находился военный склад радиоимущества, закупленного за границей, была командирована группа офицеров-связистов выпускников Военной электротехнической школы для подготовки радиостанций с целью изучения опыта управления войсками в боевых условиях. Уже в марте 1905 г. эти офицеры были отправлены, а в июне 1905 г. прибыли на фронт Русско-японской войны. В Русско-японскую войну в 1904 г. армия вступила, ещё не имея беспроволочных телеграфов.
Революция 1905—1907 годов в России не обошла стороной Красное Село, где тоже прошли митинги. О чём D' Adolf Törngren упомянул в своей книге «L'évolution de la Russie, pendant les années 1904—1907»:

«…Au camp de Krasnoé-Sélo, les soldats tenaient des meetings…»

В 1906 г. в Красном Селе состоялся приём короля Греции Георга I и королевы Ольги Константиновны — племянницы Александра II.
2 августа 1907 г. в Красном Селе в присутствии Государя Императора состоялось освящение знамени Владимирского военного училища, пожалованного 27 янв. 1903 г.
В 1908 г. — по указу Императора Николая II в Красном Селе основана Царская кожевенная мануфактура.
В июле 1909 г. Красное Село посетил датский король Фредерик VIII с супругой. Император Николай II и датский король со свитой на военном поле совершили объезд фронта выстроенных на парадный смотр войск.
С апреля 1910 г. по апрель 1913 г. комендант Красного Села барон участник Русско-турецкой войны 1877—1878 годов генерал Штемпель, Рейнгольд-Франц-Оскар Александрович. В 1911—1912 гг временно исполнял должность Красносельского коменданта полковник Лялин Николай Михайлович. В мае 1913 умершего генерала Штемпеля на должности коменданта Красного Села сменил генерал Павлов Иосиф Владимирович. В числе предшественников на должности Красносельского коменданта известен генерал-лейтенант Дружинин Константин Александрович, умерший 18 октября 1905 г. в г. Красное Село (сохранилась могила К. А. Дружинина на Нижнем Красносельском кладбище).
1910 г. как сообщала ежедневная московская газета «Столичная Молва»: «На предстоящих 15 августа красносельских маневрах в Красном Селе будет произведено в широких размерах испытание радиотелеграфных станций русского изобретения и их пригодности для полевого телеграфирования на войне». Необходимо заметить, что об испытаниях радиотелеграфных станций для управления войсками в Красном Селе известно с 1900 года, но в 1910 году были испытания именно русских радиостанций.
18 августа 1911 г. в соответствии конвенций от 17 августа 1892 года, в Красном Селе прошла ежегодная конференция глав французского и русского генеральных штабов, где обсуждались стратегические планы по мобилизации армий на случай войны против Германии, Русский генеральный штаб представлял генерал Жилинский, Яков Григорьевич, французскую сторону представлял генерал Дюбай, Огюст. Об этих секретах большевики организовывали публикации в прессе, что было на руку Германии.
В июле 1912 г. в Красном Селе состоялся очередной смотр войск. На смотре присутствовал премьер-министр Франции Раймон Пуанкаре (впоследствии президент). Император Николай II, великий князь Николай Николаевич (младший) с сопровождающими лицами присутствовали на параде войск. Так описывает парад в своем произведении «Записки кирасира: Мемуары». Трубецкой, Владимир Сергеевич:

«…Глава IX. … в 1912 году, за несколько дней до своего производства в корнеты… Такой переворот в моем мышлении получился, как ни странно, после так называемого высочайшего объезда Красносельского лагеря и связанного с этим объездом торжественного парада в присутствии царя…
Было тихое солнечное утро. На огромном поле под Красным гигантским симметричным покоем раскинулась в полном составе вся императорская гвардия со своими историческими знаменами и штандартами, с которых по случаю парада наконец-то сняли черные кожаные чехлы.
Объезд фронта гвардии длился томительно долго, и от напряжённого ожидания в конце концов нервы начинали взвинчиваться. Нельзя было проронить ни слова, нельзя было сделать движение. А волна людского рева и музыка подкатывалась все ближе и ближе.
Государь, ехавший все время шагом, уже миновал линию пехоты и артиллерии и, повернув в сторону конницы, поравнялся уже с кавалергардами, зычно подхватившими общий вопль войск…
К горлу подступил какой-то лишний, мешающий комок, усилилось ощущение бегающих мурашек в спине.
Да, что и говорить: хорошо сочинен был старый Российский гимн…
Царь поравнялся. И вдруг штандарт, наш гордый кирасирский штандарт, при встрече с которым ломали шапки штатские люди, а старые генералы струнками вытягивались во фронт, наш штандарт с ликом Бога небесного, плавно склонился к самым копытам государевой лошади, чуть не дотронувшись ликом Христа до грязной земли. Слезы разом затуманили глаза. Я смотрел на царя, и на одну короткую долю секунды его и мои глаза встретились. Я с трудом узнавал государя. Это не был уже тот уютный и семейственного вида невысокий человек, какого я ещё два года тому назад так часто рассматривал в стеклышко подзорной трубы. Я теперь с трудом узнавал царя благодаря совершенно новому для меня выражению его лица — выражению, которое я не мог разгадать.
Сероватое лицо его было странно и спокойно, и нельзя было понять, выражало ли оно сосредоточенность или, наоборот, — оторванность от мирского…
Почти все парады в высочайшем присутствии начинались именно так. Заканчивались они общим церемониальным маршем, причём пехота шла всегда первой под звуки излюбленных государем старинных маршей — „Взятие Парижа“ и старого Егерского, а конница проходила на различных аллюрах мимо царя.
Мне пришлось участвовать в нескольких парадах в присутствии царя, я видел его много раз: и на манёврах, и на учениях, и на великих церемониях. Но именно этот первый мой большой парад, произошедший в лето 1912 года, вызвал во мне неведомые до сего ощущения и крутой переворот в моем мышлении. Я почувствовал вдруг, что страстно люблю государя…»

25 июля 1913 г. в Красном Селе Русский витязь (самолёт) созданный И. И. Сикорским осмотрели император Николай II и великий князь Николай Николаевич; самолёт для этой цели специально перегнали в Красное Село. В этот же день в Красное Село прибыла с визитом французская военная миссия, возглавляемая генералом Жоффром (с 3.12.1915 Главнокомандующий французской армией). Поезд из Вержболово (ныне — Вирбалис, Литва) в указанный день прибыл непосредственно на красносельский вокзал. Визит французов (25 июля — 15 августа 1913) не случайно совпал по времени с демонстрацией нового самолёта в Красном Селе и манёврами российской гвардии, войск петербургского гарнизона и военных училищ, ежегодно проводившимися в Красном Селе. Французская военная миссия совместно с Николаем II также посещала красносельский театр, скачки на ипподроме и царские обеды; ясно, что посещение подобных мероприятий были фоном для переговоров. Во время визита французов состоялись переговоры с военным министром, и начальником Генштаба Русской армии. Также состоялось возложение венков на могилу инициатора франко-русского союза императора Александра III.
В августе 1913 г. Николай II, отдельно посетил смотр 13-го лейб-гвардии Эриванского его величества полка (командир полка полковник Мдивани, шеф полка с 1894 г. Николай II). По окончании смотра полка император Николай II убыл на автомобиле.
В июле 1914 года Николай II совместно с президентом Франции Раймоном Пуанкаре провел последний смотр воинских частей в Красном Селе. По случаю визита президента франции был продемонстрирован в полете для обзора войск самолёт Сикорского Илья Муромец. Самолёт произвел сильное впечатление на Р. Пуанкаре.
Военный министр Российской Империи, генерал-адъютант Сухомлинов, Владимир Александрович Воспоминания. Мемуары Часть девятая. Крушение (1915) Глава XXVII. Возникновение мировой войны и её последствия.

«…В июле 1914 года с моей женой, только что вернувшейся из Египта, мы были приглашены графиней Клейнмихель на её прелестную дачу…Разгар лагерного сезона начинался, когда государь первый раз приезжал в Красное Село, что сопровождалось объездом лагерного расположения, зорей с церемонией и спектаклем в Красносельском театре.
В этот день приезжала масса нарядной публики из Петербурга и дачных мест, лица дипломатического корпуса, военные агенты. Все это стекалось с разных сторон и различными способами передвижения; по железной дороге и по прекрасным, совершенно прямолинейным шоссе — из Петергофа, Ораниенбаума, Стрельны, Сергиевской Пустыни, Лигова, Царского Села, Гатчины неслись автомобили, тройки и более скромные запряжки.
В автомобиле прибывал из Петергофа государь. У Летнего дворца, в Коломенской слободе, встречал его почетный караул от какой-нибудь шефской части петербургского гарнизона или прибывшей из другого округа. Отпустив караул, его величество садился на коня и с блестящей свитой объезжал выстроенные, без оружия, шпалерами войска, сперва по Красному Селу, преимущественно конницу, а затем вдоль авангардного и Большого лагеря, — пехоту и артиллерию.
По окончании объезда, на правом фланге большого лагеря, в районе расположения 1-й гвардейской пехотной дивизии, где находилась царская ставка, состоящая из парусиновых шатров, и собраны были хоры музыки всех полков, происходила парадная зоря с церемонией. Там, в царской ставке, собиралась блестящая публика. В оживленной беседе обменивались новостями, слухами, более или менее пикантными сплетнями частного и политического свойства. То был именно „весь Петербург“, живший под влиянием чудовищного возбуждения нервов 1914 года и отлично себя при этом чувствовавший. Материала для разговора было достаточно. Очевидно, вызывающее поведение австрийцев, морское путешествие Пуанкаре в Петербург, поездка немецкого императора в Норвегию и волнения печати по поводу возможности возникновения войны — все это давало повод к различнейшим догадкам.
Оптимистов было мало. Но едва ли кто-нибудь из присутствующих предчувствовал, что это последняя „зоря с церемонией“ в жизни русской армии и её державного верховного вождя.
В начале 1914 года в русском Военном министерстве войны не ожидали. В Главном управлении Генерального штаба в конце зимы 1913—1914 годов расписания лагерных сборов составлялись, как обыкновенно: отдельные части отдаленных округов, в том числе и западного пограничного района, должны были прибыть в Красное Село… После отъезда Пуанкаре 11 (24) июля, когда было получено известие об ультиматуме, предъявленном Австро-Венгрией Сербии, лагерные занятия в Красном Селе были в полном ходу… Не совсем врасплох, но довольно неожиданно я получил предложение прибыть на заседание совета в Красное Село 25 июля, в разгар лагерного сбора… Частичная мобилизации против Австро-Венгрии решена была не одним государем самостоятельно, для этого он созвал совещание в Красном Селе 12 (25) июля…»

11 июля 1914 года в 15 час. в Красном Селе открылось созванное по инициативе министра иностранных дел С. Д. Сазонова экстренное заседание Совета министров с участием начальников генеральных штабов армии и флота. Днем 12 /25/ июля в Красном Селе состоялось под председательством царя новое заседание Совета Министров. Решения совещания были зафиксированы в "Особом журнале Совета "Более пространна по поводу принятых решений на Совете министров и последовавших высочайших повелений запись в «Журнале комитета Генерального штаба», состоявшегося вечером того же дня. Так, Н. М. Янушкевич довел до сведения членов комитета, что Николай II признал необходимым поддержать Сербию, «хотя бы для этого пришлось объявить мобилизацию и начать военные действия, но не ранее перехода австрийскими войсками сербской границы».
Летом 1914 года лейб-гвардии Семеновский и Преображенский полки отбывали лагерный сбор под Красным Селом, но раньше обычного возвратились в Петербург. В Петербургском военном округе был объявлен приказ о мобилизации. 28 июля 1914 началась Первая мировая война перевернувшая страницу истории Красного Села.
Вечером 1 августа 1914 г. германский посол в России граф Пурталес, Фридрих фон явился к министру иностранных дел Сазонову за ответом на ультиматум, требовавший отмены русской мобилизации. Получив отказ, Пурталес вручил Сазонову ноту с объявлением войны.

### Новая история Красного Села
После свержения самодержавия 27 февраля 1917 года был создан Красносельский Совет, опорой которого стали рабочие фабрики и солдаты-большевики квартировавшего в Красном Селе 176-го пехотного полка. 176-й запасной полк, во главе с бывшим полковым писарем — комиссаром ВРК Левенсоном Иосифом Зунделевичем, выступил против врагов революции. К нему присоединился к 171-й Красносельский запасной полк, во главе с комиссаром Н. П. Еремеевым.
С 1917 года история Красного Села переписывалась и преподносилась в известной степени тенденциозно, подчас сводясь к отвлеченным цифрам и мифологизированным событиям и замалчиванию, однако соотносясь с новой идеологией: В 1919 году в Красном Селе были остановлены и разбиты войска генерала Юденича, двигавшиеся на штурм революционного Петрограда.
Финны и англичане не оказали Юденичу эффективной помощи, а эстонцам большевики пообещали значительные политические и территориальные уступки. К концу ноября 1919 войска Юденича были прижаты к эстонской границе и после перехода на эстонскую территорию, были разоружены и интернированы своими бывшими союзниками.
В 1925 году Красное Село получило статус города (впервые вопрос о преобразовании Красного Села в город был поставлен ещё в октябре 1918).
В период Великой Отечественной войны город был оккупирован германскими войсками 12 сентября 1941 года. Освобождён 19 января 1944 года войсками 42-й армии и 13-й воздушной армии при поддержке КБФ и соединений авиации дальнего действия в ходе Красносельско-Ропшинской операции.
Указом Президиума Верховного Совета РСФСР от 13 апреля 1973 года Красное Село было включено в состав образованного тогда Красносельского района Ленинграда.
В сентябре 2005 года, в ходе визита в Санкт-Петербург, совместно с делегацией из немецкого общества «Замок Ойтин» (в количестве 25 человек) Красное Село посетили Её Высочество Герцогиня Татьяна Ольденбургская, Его Высочество, Герцог Иоанн Ольденбургский, Его Высочество Герцог Константин Ольденбургский. В одном из храмов Красного Села состоялась встреча с настоятелем.
26 апреля 2012 года Красное Село посетила Мария Владимировна Романова, глава «Российского Императорского Дома в изгнании». Визит Марии Владимировны начался с молебна в храме военного благочиния Санкт-Петербургской епархии во имя Святой Троицы, отслуженного архимандритом Алексием (Ганьжиным). Затем она встретилась с главой администрации Красного Села А. В. Галичем, который рассказал об истории города и ходе подготовки к празднованию в 2014 году его 300-летнего юбилея, то есть на следующий год, как отмечалось 400-летие дома Романовых. Также Мария Владимировна Романова осмотрела экспозицию Музея мостостроения и другие достопримечательности.
В 1996 году Красное Село получило статус муниципального округа № 43.
В 1999 году муниципальный округ № 43 был преобразован в город Красное Село.
Согласно Закону Санкт-Петербурга № 411-68 от 25 июля 2005 года «О территориальном устройстве Санкт-Петербурга» и Закону Санкт-Петербурга № 420-79 от 23 сентября 2009 года «Об организации местного самоуправления в Санкт-Петербурге», за городом Красное Село был закреплён статус внутригородского муниципального образования Санкт-Петербурга.